# Neoregelia sarmentosa
Neoregelia sarmentosa là một loài thực vật có hoa trong họ Bromeliaceae. Loài này được (Regel) L.B.Sm. mô tả khoa học đầu tiên năm 1934.